# تصویرسازی ذهنی

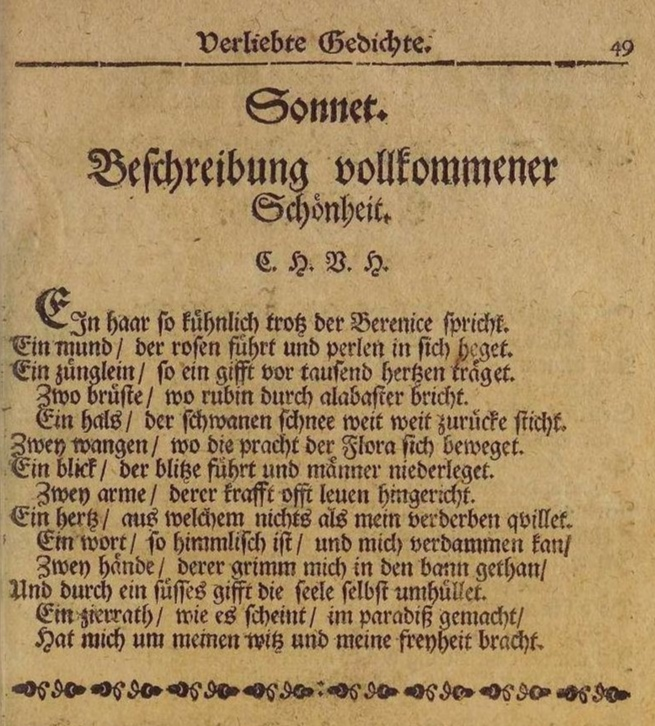
اشعار منتخب و منتشرنشده قبلی از آقای هافمان والداو و سایر آلمانی ها. [جلد 1]. لایپزیگ، 1695.

تصویرسازی (انگلیسی: Imagery) در یک متن ادبی، استفاده نویسنده از زبان زنده و توصیفی برای افزودن عمق به اثر است. تصاویر حسی برای تعمیق درک خواننده از اثر بر حواس انسان استفاده می‌کنند. اشکال قدرتمند تصاویر همه حواس را درگیر می‌کند.

## شکل‌ها
پنج نوع اصلی از تصاویر حسی وجود دارد که هر یک مربوط به یک حس، احساس، عمل یا واکنش است:
- تصاویر بصری مربوط به گرافیک، صحنه‌های بصری، تصاویر یا حس بینایی است.
- تصاویر شنیداری مربوط به صداها، صداها، موسیقی یا حس شنوایی است. (این نوع تصاویر ممکن است به شکل نام آوایی باشد).
- تصاویر بویایی مربوط به بو، رایحه، عطر یا حس بویایی است.
- تصاویر ذائقه ای مربوط به طعم دهنده‌ها یا حس طعم و مزه است.
- تصاویر لمسی مربوط به بافتهای بدنی یا حس لامسه است.

انواع دیگر تصاویر عبارتند از:
- تصاویر جنبشی مربوط به حرکات است.
- تصاویر انداموار / تصاویر شخصی، مربوط به تجربیات شخصی از یک شخص از جمله احساسات و حس گرسنگی، تشنگی، خستگی و درد است. [۱]
- پدیدارشناسی، به مفهوم ذهنی یک مورد در مقابل نسخه فیزیکی آن مربوط می‌شود.